# Бэмфорд, Патрик
Патрик Джеймс Бэмфорд (англ. Patrick James Bamford; родился 5 сентября 1993 года, в Грантеме, Линкольншир, Англия) — английский футболист ирландского происхождения, нападающий клуба «Лидс Юнайтед». Основная игровая позиция — центральный нападающий, но может играть и на позиции атакующего полузащитника.
Воспитанник клуба «Ноттингем Форест». С 2001 по 2011 годы играл в молодёжном составе. 31 декабря 2011 года дебютировал в основном составе клуба. Через месяц перешёл в «Челси» за 1,5 млн фунтов. На правах аренды выступал в клубах «Милтон-Кинс Донс», «Дерби Каунти» и «Мидлсбро». Во время выступления в «Мидлсбро» был признан лучшим игроком года в Чемпионшипе.
Является гражданином двух стран: Ирландии и Англии. Сыграл один матч в составе юношеской сборной Ирландии до 18 лет, позже стал представлять молодёжные сборные Англии разных возрастов.

## Ранние годы
Бэмфорд родился в городе Грантем, графство Линкольншир, Англия. Вырос в маленькой деревне Норуэлл, графство Ноттингемшир. С 8 лет начал заниматься футболом в академии клуба «Ноттингем Форест». Школьное образование получил в Ноттингемской средней школе, где играл регби за школьную команду параллельно с занятиями в футбольной школе. Был силён в учёбе, весьма успешно сдал выпускные экзамены, в которых набрал хорошие баллы для дальнейшего поступления в университет. Патрику предлагали поступить в Гарвардский университет, но он отказался от этой идеи, чтобы продолжить заниматься футболом.

## Клубная карьера

### «Ноттингем Форест»
Впервые в состав первой команды Бэмфорд был заявлен 21 сентября 2011 года в кубковом матче против «Ньюкасл Юнайтед», но на поле так и не вышел, просидев весь матч в скамье запасных. В качестве игрока первого состава Бэмфорд дебютировал 31 декабря 2011 года в матче против «Кардифф Сити», где заменил Мэтта Дербишира ближе к концу матча. В следующий раз Бэмфорд вышел на поле 2 января 2012 года в матче против «Ипсвич Таун», на этот раз он заменил Энди Рид в добавленное время. 19 января в матче молодёжного кубка Англии против «Уиган Атлетик» Бэмфорд забил пять голов и сделал три голевые передачи. «Ноттингем Форест» выиграл эту встречу со счётом 9:1. На следующей неделе Бэмфорд забил четыре гола в матче против «Саутгемптона». Матч закончился со счётом 5:1.

### «Челси»
31 января 2012 года Бэмфорд перешёл в «Челси» за 1,5 млн фунтов, подписав пятилетний контракт. 8 февраля начал тренироваться с первым составом, но стать игроком основы ему не удалось. В резервном составе сыграл несколько товарищеских матчей. 21 июля 2015 года, прежде чем перейти в аренду в «Кристал Пэлас» на предстоящий сезон, Бэмфорд подписал с «Челси» новый контракт на три года.

### Аренда в «Милтон Кинс Донс»
22 ноября 2012 года Бэмфорд на правах аренды перешёл в «Милтон-Кинс Донс» до 7 января 2013 года. Три дня спустя дебютировал в матче с «Колчестер Юнайтед», где отличился тремя результативными передачами. После матча тренер клуба Карл Робинсон выразил надежду, что Бэмфорд останется в клубе до конца сезона.
31 января 2013 года срок аренды Бэмфорда был продлён до 20 мая. 19 марта Бэмфорд забил свой первый гол в матче против «Кру Александра».
1 июля «Челси» и «МК Донс» согласовали новую аренду Бэмфорда до 5 января 2014 года. За время аренды Бэмфорд забил 14 голов в 23 матчах. Таким образом, предполагалось, что он может отправиться в аренду в клуб более высокого уровня. 31 декабря Карл Робинсон подтвердил, что Бэмфорд не останется в клубе после истечения срока аренды. Свой последний матч за «МК Донс» Бэмфорд сыграл 4 января 2014 года против «Уиган Атлетик» в третьем раунде Кубка Англии.

### Аренда в «Дерби Каунти»
3 января 2014 года Бэмфорд был отдан в аренду в «Дерби Каунти» до конца сезона. Дебютировал в клубе 10 января в матче против «Лестер Сити», где заменил Джейми Уорда на 55 минуте матча. Свой первый гол Бэмфорд забил на следующем домашнем матче против «Брайтон энд Хоув Альбион», в котором он заменил Саймона Доукинса на 59-й минуте и открыл счёт матча на 76-й минуте. Он посвятил этот гол своему крёстному отцу Найджелу Даути, бывшему председателю «Ноттингем Форест». 24 января Бэмфорду была присуждения премия «лучшего молодого игрока месяца в Футбольной лиге Англии» за декабрьские выступления в «МК Донс». На следующий день Бэмфорд забил свой 19-й гол в сезоне в ничейном матче против «Блэкберн Роверс». Также отличился голами в следующих двух матчах: 28 января в матче против «Йовил Таун» и 1 февраля против «Бирмингем Сити». 18 февраля забил единственный и победный гол в матче против «Шеффилд Уэнсдей». Далее для Бэмфорда последовала «безголевая» серия из 6 матчей. Следующий свой гол он забил только 25 марта в матче против «Ипсвич Таун», но матч был проигран со счётом 2:1. В следующем матче против «Чарльтон Атлетик» Бэмфорд забил на 38-й минуте, удачно подловив на ошибке капитана соперников Джонни Джексона. Завершил сезон с 25 голами на счету (включая голы в «МК Донс»), 25-й гол Бэмфорд забил 8 апреля в матче против «Блэкпул».

### Аренда в «Мидлсбро»

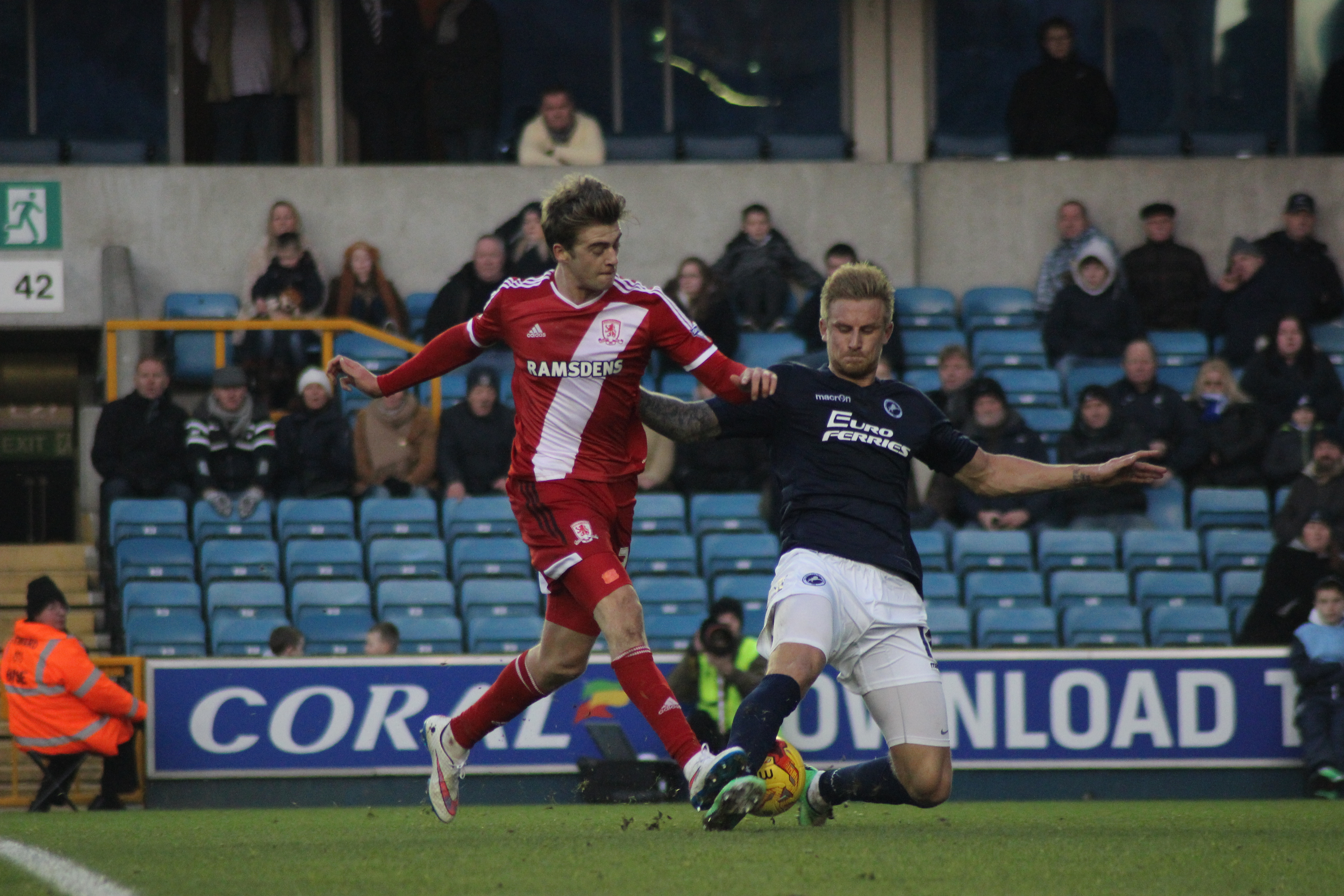
Бэмфорд в матче против «Миллуолла» в 2015 году.

29 августа 2014 года Бэмфорд на правах аренды перешёл в «Мидлсбро» до 1 января 2015 года. Дебютировал в клубе 30 августа в матче против «Рединга». Свой первый гол забил 20 сентября в домашнем матче против «Брентфорда», команда Бэмфорда выиграла встречу со счётом 4:0.
23 сентября в кубковом матче против «Ливерпуля» Бэмфорд заменил Гранта Лидбиттера на оставшиеся 8 минут дополнительного времени. В добавленное время на нём нарушил правила Коло Туре в штрафной площадке, Бэмфорд реализовал назначенный пенальти и сравнял счёт — 2:2. «Мидлсбро» проиграл этот матч по пенальти со счётом 14:13.
После матча с «Ливерпулем» Бэмфорд не забивал в течение четырёх матчей. 1 ноября Бэмфорд открыл счёт в матче против «Ротерем Юнайтед». «Мидлсбро» выиграл этот матч со счётом 3:0. Следующий гол Бэмфорд забил 4 ноября в матче против «Норвич Сити», который закончился со счётом 4:0 в пользу «Мидлсбро». 22 ноября в матче против «Уиган Атлетик» Бэмфорд вышел на замену на 55-й минуте и через три минуты сравнял счёт, матч закончился с ничейным счётом 1:1. В последующих пяти матчах Бэмфорд забил четыре мяча.
31 декабря срок аренды Бэмфорда был продлён до конца сезона.
3 апреля 2015 года в матче против «Уиган Атлетик» Бэмфорд забил свой 17-й гол в сезоне, матч закончился со счётом 1:0. «Мидлсбро» после этой победы возглавил турнирную таблицу английского Чемпионшипа. В этом же месяце Бэмфорд был номинирован на премии «Лучший игрок года» и «Лучший молодой игрок года». В итоге выиграл первую номинацию, вторая номинация досталась Деле Алли из «МК Донс».
Бэмфорд закончил сезон 2014/15 с 19 голами в общей сложности.

### Аренда в «Кристал Пэлас»
21 июля 2015 года Бэмфорд перешёл в аренду в «Кристал Пэлас» на один сезон. Дебютировал в клубе 16 августа в матче против «Арсенала», где заменил Джеймса Макартура на последних 10 минутах матча.

### Аренда в «Норвич Сити»
30 января 2016 года Бэмфорд перешёл в клуб «Норвич Сити», выступающий в Премьер-лиге, на правах аренды сроком до конца сезона, по прибытии в новый клуб получил номер 11. 6 февраля дебютировал за «канареек», выйдя на замену в матче 25-го тура Премьер-лиги против «Астон Виллы» (0:2), провел на поле 37 минут.

### Аренда в «Бернли»
30 августа 2016 года нападающий на правах аренды до конца сезона перебрался в «Бернли». В первой половине сезона 2016/2017 Патрик принял участие лишь в 6 матчах и 14 января 2017 года его аренда была досрочно прекращена и он вернулся в расположение «Челси».

### Возвращение в «Мидлсбро»
18 января 2017 года, спустя полтора сезона, Бэмфорд вернулся в «Мидлсбро», подписав контракт сроком на 4,5 года. Сумма трансфера составила £6 млн, которая с учётом бонусов может достигнуть £10 млн.
21 января сыграл свой первый матч за «речников» после возвращения, выйдя на замену на 80-й минуте в домашней игре против «Вест Хэм Юнайтед» (1:3). 13 мая Бэмфорд забил свой первый гол за «Мидлсбро» в Премьер-Лиге, поразив ворота «Саутгемптона», однако это не спасло его команду от поражения (1:2).

### «Лидс»
Летом 2018 года Бэмфорд перешел в «Лидс Юнайтед», заключив контракт на 4 года. Сумма трансфера составила £7 млн, а с учётом бонусов может достигнуть £10 млн.

## Международная карьера
Бэмфорд имеет возможность выступать за две сборные: Ирландии и Англии. Сыграл один матч за юношескую сборную Ирландии до 18 лет. 28 февраля 2012 года дебютировал в составе сборной Англии до 19 лет в товарищеском матче против сборной Чехии. В этом же матче забил свой первый гол за юношескую сборную. 17 ноября 2013 года был вызван в молодёжную сборную Англии для игры против молодёжной сборной Сан-Марино. Дебютировал в молодёжной сборной, выходя на замену на 65-й минуте матча. Англичане выиграли этот матч со счётом 9:0. Бэмфорд был включён Гаретом Саутгейтом в состав молодёжной сборной Англии для участия в Чемпионате Европы среди молодёжных команд 2015 года, но был исключён из состава из-за травмы.

## Достижения
«Лидс Юнайтед»
- Победитель Чемпионшипа Английской футбольной лиги  (2): 2019/20, 2024/25

Личные
- Игрок года Чемпионата Футбольной лиги Англии: 2015

## Статистика выступлений
| Выступление      | Выступление      | Выступление      | Лига | Лига | Кубок страны | Кубок страны | Кубок лиги | Кубок лиги | Еврокубки | Еврокубки | Прочие | Прочие | Итого | Итого |
| Клуб             | Лига             | Сезон            | Игры | Голы | Игры         | Голы         | Игры       | Голы       | Игры      | Голы      | Игры   | Голы   | Игры  | Голы  |
| ---------------- | ---------------- | ---------------- | ---- | ---- | ------------ | ------------ | ---------- | ---------- | --------- | --------- | ------ | ------ | ----- | ----- |
| Ноттингем Форест | Чемпионшип       | 2011/12          | 2    | 0    | 0            | 0            | 0          | 0          | 0         | 0         | 0      | 0      | 2     | 0     |
| Ноттингем Форест | Итого            | Итого            | 2    | 0    | 0            | 0            | 0          | 0          | 0         | 0         | 0      | 0      | 2     | 0     |
| Милтон-Кинс Донс | Первая лига      | → 2012/13        | 14   | 4    | 0            | 0            | 0          | 0          | 0         | 0         | 0      | 0      | 14    | 4     |
| Милтон-Кинс Донс | Первая лига      | → 2013/14        | 23   | 14   | 3            | 1            | 2          | 1          | 0         | 0         | 2      | 1      | 30    | 17    |
| Милтон-Кинс Донс | Итого            | Итого            | 37   | 18   | 3            | 1            | 2          | 1          | 0         | 0         | 2      | 1      | 44    | 21    |
| Дерби Каунти     | Чемпионшип       | → 2013/14        | 21   | 8    | 0            | 0            | 0          | 0          | 0         | 0         | 2      | 0      | 23    | 8     |
| Дерби Каунти     | Итого            | Итого            | 21   | 8    | 0            | 0            | 0          | 0          | 0         | 0         | 2      | 0      | 23    | 8     |
| Мидлсбро         | Чемпионшип       | → 2014/15        | 38   | 17   | 3            | 1            | 1          | 1          | 0         | 0         | 2      | 0      | 44    | 19    |
| Мидлсбро         | Чемпионшип       | 2017/18          | 39   | 11   | 1            | 0            | 2          | 2          | 0         | 0         | 2      | 0      | 44    | 13    |
| Мидлсбро         | Итого            | Итого            | 77   | 28   | 4            | 1            | 3          | 3          | 0         | 0         | 4      | 0      | 88    | 32    |
| Кристал Пэлас    | Премьер-лига     | → 2015/16        | 6    | 0    | 0            | 0            | 3          | 0          | 0         | 0         | 0      | 0      | 9     | 0     |
| Кристал Пэлас    | Итого            | Итого            | 6    | 0    | 0            | 0            | 3          | 0          | 0         | 0         | 0      | 0      | 9     | 0     |
| Норвич Сити      | Премьер-лига     | → 2015/16        | 7    | 0    | 0            | 0            | 0          | 0          | 0         | 0         | 0      | 0      | 7     | 0     |
| Норвич Сити      | Итого            | Итого            | 7    | 0    | 0            | 0            | 0          | 0          | 0         | 0         | 0      | 0      | 7     | 0     |
| Бернли           | Премьер-лига     | → 2016/17        | 6    | 0    | 0            | 0            | 0          | 0          | 0         | 0         | 0      | 0      | 6     | 0     |
| Бернли           | Итого            | Итого            | 6    | 0    | 0            | 0            | 0          | 0          | 0         | 0         | 0      | 0      | 6     | 0     |
| Мидлсбро         | Премьер-лига     | 2016/17          | 8    | 1    | 1            | 0            | 0          | 0          | 0         | 0         | 0      | 0      | 9     | 1     |
| Мидлсбро         | Итого            | Итого            | 8    | 1    | 1            | 0            | 0          | 0          | 0         | 0         | 0      | 0      | 9     | 1     |
| Лидс Юнайтед     | Чемпионшип       | 2018/19          | 22   | 9    | 0            | 0            | 2          | 1          | 0         | 0         | 1      | 0      | 25    | 10    |
| Лидс Юнайтед     | Чемпионшип       | 2019/20          | 45   | 16   | 1            | 0            | 1          | 0          | 0         | 0         | 0      | 0      | 47    | 16    |
| Лидс Юнайтед     | Премьер-лига     | 2020/21          | 38   | 17   | 0            | 0            | 0          | 0          | 0         | 0         | 0      | 0      | 38    | 17    |
| Лидс Юнайтед     | Премьер-лига     | 2021/22          | 9    | 2    | 0            | 0            | 1          | 0          | 0         | 0         | 0      | 0      | 10    | 2     |
| Лидс Юнайтед     | Премьер-лига     | 2022/23          | 16   | 1    | 2            | 2            | 0          | 0          | 0         | 0         | 0      | 0      | 18    | 3     |
| Лидс Юнайтед     | Итого            | Итого            | 130  | 45   | 3            | 2            | 4          | 1          | 0         | 0         | 1      | 0      | 138   | 48    |
| Всего за карьеру | Всего за карьеру | Всего за карьеру | 294  | 100  | 11           | 4            | 12         | 5          | 0         | 0         | 9      | 1      | 326   | 110   |